# Flat back
Per Postura Flat back o Flatback, o Dorso piatto, si intende una deformazione posturale della colonna vertebrale.

## Definizione
Il termine Flat-back o Dorso piatto viene adoperato per descrivere una deformazione posturale in cui la colonna vertebrale appare diritta, presentando una riduzione delle normali curve fisiologiche di una colonna vertebrale sana. Un soggetto con postura Flat-back presenta la testa protesa in avanti, o un'eccessiva estensione del rachide cervicale, un aumento la flessione della porzione superiore della zona toracica, mentre la porzione inferiore della zona toracica appare diritta. Il principale problema della postura Flat back è la scarsa mobilità della zona lombare e un appiattimento della curva lombare e lombo-sacrale, creando uno stato di ipolordosi. A questo può facilmente aggiungersi un appiattimento della parte inferiore della cifosi toracica, ma può anche essere associata anche ad un aumento della cifosi (ipercifosi) nella parte toracica superiore. In altri termini la zona toracica superiore appare flessa, mentre la zona toracica inferiore è appiattita. Sebbene venga spesso segnalata una tendenza all'anteriorizzazione del collo e della testa, talvolta può esserne riconosciuto anche un appiattimento. Il bacino è ruotato posteriormente (bacino retroverso) rispetto alla postura equilibrata, e i tessuti a livello lombare appaiono irrigiditi e immobili, causando una perdita di mobilità in estensione. Come conseguenza le anche e le ginocchia risultano iperestese. La disfunzione o la difficoltà nell'estensione del rachide provoca un dolore alla bassa schiena dopo un lungo periodo di inattività. Per questo motivo, il soggetto affetto da postura Flat back è particolarmente esposto a rischio infortuni alla bassa schiena dovuti a ripetuti movimenti di flessione. Come viene suggerito anche per la postura sway back, si crede che l'appiattimento della curva lombare (ipolordosi) possa essere dovuto ad un allungamento e indebolimento del gruppo dei muscoli flessori dell'anca e degli estensori lombari, e all'ipertono e accorciamento degli ischio-crurali. La Flat back può essere dovuta a questioni prettamente scheletriche con un appiattimento della curva lombare quando il bacino è in posizione neutra, oppure può essere causata da una retroversione del bacino e una conseguente riduzione della lordosi lombare, che vanno a spostare la linea di gravità e il peso corporeo verso l'arco plantare centrale e le dita dei piedi, peggiorando la meccanica dei piedi e la funzione muscolare. Questo spostamento del peso influenza anche la funzionalità del muscolo tibiale anteriore, con effetti sfavorevoli sulla funzionalità della ginocchia e delle anche, così come la mobilità delle caviglie e dei piedi. La Flat back si corregge riacquistando la corretta mobilità della zona lombare tramite movimenti di estensione attivi e passivi.
A livello muscolare specifico, alcuni studi suggeriscono che la Flat back sia il risultato di una combinazione tra un ipertono o una rigidità dei muscoli della bassa schiena, un ipertono della muscolatura addominale e degli estensori dell'anca.

## Caratteristiche

### Fisiologiche
- collo e testa protesi in avanti;
- cifosi accentuata nella zona superiore;
- cifosi ridotta e piatta nella zona inferiore;
- lordosi lombare piatta (ipolordosi);
- zona lombare rigida e bloccata;
- possibile bacino retroverso;
- anche iperestese;
- ginocchia iperestese e bloccate;

### Muscolari

#### Muscoli accorciati/ipertonici
- estensori del collo;
- abduttori delle scapole (gran pettorale, piccolo pettorale, gran dentato);
- retto addominale;
- estensori dell'anca biarticolari (ischio-crurali);
- grande gluteo accorciato ma ipotonico;

#### Muscoli allungati/ipotonici
- flessori del collo (sternocleidomastoideo, scaleno medio, scaleno anteriore);
- adduttori delle scapole (trapezio, romboidi)
- estensori della colonna;
- flessori dell'anca (soprattutto grande e piccolo psoas);
- grande gluteo ipotonico ma accorciato;

## Programma di correzione
- aumentare la mobilità delle anche, specialmente nella flessione;
- aumentare la mobilità della curva lombare e toracica;
- aumentare il tono del grande gluteo;
- aumentare il tono e accorciare gli estensori lombari;
- aumentare il tono dei flessori dell'anca (in particolare lo psoas);

La postura flat back ha alcune caratteristiche simili alla sway back e alla cifo-lordotica. Come la prima, presenta uno stato di ipolordosi, ma generalmente più aggravato. Il bacino appare retroverso, ma viene segnalato un blocco della mobilità a livello lombare. Come nella Sway back, anche in questo caso la linea di gravità viene spostata in avanti, verso le punte dei piedi, mentre le anche e le ginocchia appaiono spesso iperestese. Nella Flat back, l'eventuale accentuazione della spina cifotica, se presente, parte dalla zona alta della curva, mentre nella Sway back lo stato ipercifotico è sempre presente ed è più accentuato, partendo da più in basso, al confine tra le curva lombare e la cifosi. Come nella Sway back e nella Cifo-lordotica, anche la Flat back presenta una protensione della testa verso avanti (Forward head posture), cioè un'accentuazione della lordosi cervicale, indicando una debolezza dei flessori del collo, e un ipertono degli estensori.
Nella postura flat back i muscoli addominali appaiono forti e ipertonici. Tuttavia, il posizionamento del bacino indica che i flessori dell'anca sono deboli. Gli ischio-crurali risultano ipertonici, partecipando direttamente alla retroversione del bacino. I flessori del collo sono deboli e gli estensori del collo contribuiscono a protendere la testa in avanti. Queste condizioni sono analoghe o molto simili a quelle della postura Sway back.
Per correggere la postura Flat back viene prioritariamente indicato il ripristino della mobilità della zona lombare mediante movimenti di flessione-estensione, rotazioni (twist) e flessioni laterali (side bending). Naturalmente, per un recupero della curva fisiologica è necessario tonificare ed accorciare i muscoli estensori lombari, come il quadrato dei lombi. Un altro importante gruppo muscolare che necessita di essere tonificato e accorciato è il gruppo dei flessori dell'anca, rappresentato da numerosi fasci. In particolare, il muscolo psoas gioca un ruolo fondamentale in quanto, tra questi, è l'unico direttamente responsabile dell'aumento della curva lombare. Per favorire l'anteroversione del bacino, direttamente coinvolta nel recupero della curva fisiologica, si deve inoltre intervenire con un allungamento di alcuni muscoli mediante stretching. L'allungamento degli ischio-crurali sembrerebbe importante per ristabilire l'equilibrio. Il grande gluteo, così come il resto dei diversi estensori dell'anca monoarticolari, pur essendo ipotonici, sono accorciati a causa dell'iperestensione cronica del femore. A livello toracico o dorsale, lo stato di appiattimento della cifosi viene ristabilito mediante un miglioramento della mobilità delle scapole e movimenti di flessione-estensione dorsale. Dal momento che l'appiattimento della zona dorsale non è sempre presente, è necessario valutare lo stato dell'individuo.

## Muscolatura influente sull'inclinazione pelvica
Secondo Kendall et al. (2005), l'anteroversione del bacino può essere il risultato di una combinazione tra muscolatura addominale anteriore debole (ipotonica), flessori dell'anca rigidi e ipertonici (specialmente l'ileo-psoas), muscolatura della bassa schiena rigida e ipertonica, ed estensori dell'anca deboli. Una bassa schiena rigida ed estensori dell'anca deboli sono raramente considerati la principale causa, ma se notati in associazione con flessori dell'anca accorciati e debolezza della muscolatura addominale, la relativa inclinazione pelvica e l'accentuazione della lordosi tendono ad essere più accentuate. Al contrario, la retroversione del bacino associata soprattutto alla postura Flat back, si crede sia il risultato della combinazione tra muscolatura della bassa schiena ipertonica e accorciata, muscolatura addominale ipertonica, e flessori dell'anca deboli. Tuttavia, è importante notare che queste sono osservazioni cliniche con pochi studi empirici disponibili a supporto di queste conclusioni.

### Muscolatura addominale
A causa dell'attaccamento della muscolatura addominale al bacino, è evidente che quando questi muscoli vengono attivati portando ad una flessione del tronco, il bacino viene portato a ruotare posteriormente, mentre la rigidità degli erettori spinali lombari porta alla rotazione anteriore del bacino. Se gli addominali sono allungati e gli erettori spinali lombari sono accorciati, si è teorizzato che il grado di anteroversione del bacino e della lordosi lombare sarebbero maggiori del normale. Ma, nonostante sia stato provato che la funzione degli addominali di ruotare il bacino posteriormente tramite una contrazione in posizione in piedi, non esistono evidenze a riguardo della relazione tra l'abilità della muscolatura addominale di attivare una contrazione e mantenerla durante la normale posizione in piedi rilassata. Alcuni ricercatori (Walker et al, 1987) condussero uno studio per determinare le relazioni tra la lordosi lombare, l'inclinazione del bacino e l'attività addominale durante la normale posizione in piedi. Dopo l'esecuzione di alcuni test, l'équipe rivelò che non vi fosse alcuna correlazione tra la funzione della muscolatura addominale e la rotazione del bacino o la lordosi lombare come precedentemente esposto. Queste conclusioni sono state supportate da altri studi che non identificarono alcuna associazione tra la debolezza o ipotonicità della muscolatura addominale e l'anteroversione del bacino. Tuttavia, altri lavori hanno esaminato l'attività mioelettrica della muscolatura addominale durante il mantenimento della postura eretta, rivelando che questo gruppo muscolare non è attivo in questa posizione. Quindi, è possibile che le contrazioni attive della muscolatura addominale non siano responsabili del grado di inclinazione del bacino durante la normale postura eretta rilassata. In sintesi, la letteratura scientifica suggerisce che la muscolatura addominale non gioca un ruolo importante nello stabilire la postura o l'inclinazione del bacino durante la postura eretta. Questi risultati potrebbero suggerire che altri muscoli potrebbero invece avere un'influenza marcata sull'inclinazione del bacino e sulla lordosi lombare rispetto a quanto ci si aspettava in passato.

### Gruppo muscolare dei flessori dell'anca
Il gruppo dei muscoli flessori dell'anca ha ricevuto molta attenzione riguardo alla sua influenza sull'inclinazione del bacino. Per decenni i flessori dell'anca rigidi e accorciati sono stati associati ad un aumento dell'anteroversione del bacino a causa dell'attaccamento del muscolo ileo-psoas. Tuttavia, gli studi hanno fallito nel dimostrare una significativa correlazione tra l'inclinazione del bacino in posizione eretta e la lunghezza dei muscoli flessori dell'anca. Nonostante gran parte della letteratura scientifica indichi che i flessori dell'anca non hanno un impatto significativo sull'inclinazione del bacino in posizione eretta, uno studio (Link et al., 1990) rivelò invece una significativa correlazione tra la lunghezza dei flessori dell'anca e l'anteriorizzazione del bacino se comparato all'inclinazione pelvica da seduto, quando venne comparata l'inclinazione del bacino in posizione seduta o eretta. Lo studio evidenziò che da posizione seduta, quando i flessori dell'anca subiscono un accorciamento, l'inclinazione del bacino era ridotta se comparata alla postura eretta, in cui i flessori dell'anca venivano allungati, e di conseguenza l'inclinazione del bacino in anteroversione aumentava.

### Inclinazione pelvica e estendibilità degli ischio-crurali
A causa dell'orientamento degli ischio-crurali sulla tuberosità ischiatica del bacino, è logico supporre che la lunghezza di questi muscoli influisca sui movimenti del bacino. Tuttavia, nonostante venga suggerito da alcuni autori che gli ischio-crurali accorciati portino ad una retroversione del bacino, Diverse ricerche hanno indicato che la lunghezza di questi muscoli non influenza significativamente l'inclinazione pelvica nella posizione eretta. Mentre gran parte di questi studi si focalizzarono sull'accorciamento degli ischio-crurali, Li et al. (1990) rivelarono un leggero incremento dell'inclinazione del bacino in anteroversione come risultato di un'aumentata estendibilità degli ischio-crurali stessi; tuttavia questi guadagni non furono significativi. Toppenberg e Bullock conclusero che le maggiori condizioni in grado di predire la lordosi è l'aumento della lunghezza degli addominali, degli erettori spintali e degli ischio-crurali, tuttavia non venne trovata alcuna correlazione tra la lunghezza di un singolo gruppo muscolare tra quelli citati e il grado di inclinazione del bacino. Infatti Toppenberg e Bullock riportarono che gli ischio-crurali accorciati erano associati ad un maggiore grado di inclinazione della colonna vertebrale, il che contrasta con l'ipotesi che gli ischio-crurali siano in grado di causare una retroversione del bacino e una riduzione della lordosi lombare. Gajdosik et al. (1992) esaminarono l'influenza degli ischio-crurali accorciati sull'inclinazione del bacino in posizione eretta. Comparando soggetti dalla lunghezza normale con altri dalla lunghezza ridotta, scoprirono che non ci fosse una rilevante influenza sull'inclinazione pelvica da eretti come conseguenza della lunghezza degli ischio-crurali. Anche Link et al., nonostante avessero trovato una significativa correlazione tra la lunghezza dei flessori dell'anca e l'anteroversione del bacino, non riportarono invece una rilevante correlazione tra l'esntedibilità degli ischio-crurali e l'inclinazione pelvica. In sintesi, la letteratura scientifica non supporta il concetto che l'estendibilità degli ischio-crurali sia legata all'inclinazione pelvica. Mentre diversi studi hanno individuato una correlazione positiva tra i due, non è la capacità di estensione a confermarne la correlazione.

### Conclusioni
- la tonicità della muscolatura addominale non esercita un'influenza sull'inclinazione del bacino, pertanto lo stretching della muscolatura addominale non influisce sulla correzione posturale;
- alcune evidenze scientifiche riconoscono che la lunghezza dei flessori dell'anca possa contribuire ad inclinare il bacino in anteroversione;
- la lunghezza degli ischio-crurali non è risultata significativamente connessa con la retroversione del bacino, sollevando ulteriori dubbi sull'efficacia del loro allungamento o accorciamento nel processo di correzione.

## Altre posture
- Postura cifo-lordotica
- Postura lordotica
- Postura Sway back